# Embu das Artes
Embu das Artes, o simplemente Embu, es un municipio de la Región Metropolitana de São Paulo, en la Microrregión de Itapecerica da Serra, en el estado de São Paulo, en Brasil. Está ubicado en la Zona Suroeste del Gran São Paulo, de acuerdo con la ley estatal nº 1.139, de 16 de junio de 2011 y, en consecuencia, con el Plan de Desarrollo Urbano Integrado de la Región Metropolitana de São Paulo (PDUI). Su población es de 250.691 habitantes (IBGE 2022). Su superficie es de 70.398 km². Oficialmente se considera un centro turístico.
Su historia le proporcionó una "especialización" contemporánea imprevista: ser una ciudad especialmente apta para acoger artistas, lo cual, la ha convertido en un lugar turístico.

## Geografía

### Límites
Situado al occidente del Gran São Paulo, el municipio tiene los siguientes límites: lsudoeste, oeste y norte, con Cotia; al noroeste con Taboão da Serra; al sur con  Itapecerica da Serra y el barrio paulistano de Capão Redondo.

### Hidrografía
El sistema hidrográfico está constituido por tres cuencas principales, todas afluentes del Rio Tietê:
- Rio Embu-Mirim (40,80 km²);
- Rio Cotia (16,70 km²);
- Rio Pirajussara (12,50 km²).

Se estima que el 59% del territorio se encuentra sobre el área de protección de manantiales, siendo el río Embu-Mirim, una de las principales fuentes de la represa de Guarapiranga.

### Carreteras y transportes
Embu das Artes tiene el servicio de redes de carreteras, que la unen con la capital del estado y con los otros municipios de la región. La principal de esas vías es la BR-116 - Rodovia Régis Bittencourt, que cruza el territorio municipal de nordeste a sudoeste por 9,2 km.
- Rodovia Régis Bittencourt
- Rodoanel Mário Covas
- Rodovia Prefeito Bentinho

## Clima
Clima tipo “C”, según la Clasificación de Köppen, subtropical o mesotérmico de latitudes medias y con gran cantidad de lluvias en el verano. El índice pluviométrico anual alcanza cerca de 1300 mm. La temperatura media es de 18Cº; en julio el mes más frío es de 14°C y en febrero el más caliente es de 22°C.

## Historia
La región era habitada antiguamente por los indígenas guaraníes. En 1554 un grupo de jesuitas fundó la aldea de Bohi, después llamada M'Boy mirin, en la mitad del camino entre el mar y el sertão paulista. Como las demás misiones jesuitas de entonces, tenía el objetivo de catequizar a los indígenas locales, aprovechándolos también como fuerza de trabajo para las haciendas de la región.
En 1607 las tierras de la aldea pasaron a manos de Fernão Dias (tío del bandeirante Fernão Dias, cazador de esmeraldas)pero pocos años después, en 1624, fueron donadas a la Compañía de Jesús. En 1690, el Padre Belchior de Pontes inició la construcción de la Iglesia del Rosario, transfiriendo al mesmo tiempo el núcleo de la aldea original. En el siglo XVIII, entre 1730 y 1734, los jesuitas construyeron su residencia anexa a la iglesia, formando un conjunto arquitectónico continuo de líneas rectas y sobrias. 
A mediados del siglo XVIII, la aldea era habitada por 261 indígenas. Además de yuca, trigo y legumbres, producía algodón, que era hilado y tejido allí mismo por las indígenas. Existen registros de las ventas para Río de Janeiro y Bahia en 1757. Embu contaba además con una banda de música respetada regionalmente y conformada por guaraníes, que dedicaban dos horas en la mañana y dos en la tarde a los ensayos, para tocar en misas y procesiones y presentarse en los poblados vecinos. En 1760, por orden de la Corona Portuguesa, los jesuitas fueron expulsados de Brasil.
A comienzos del siglo XIX, la aldea estaba en franca decadencia. Permaneció ignorada hasta 1920, cuando Duarte Leopoldo e Silva determinó la primera restauración de la iglesia. En 1939 y 1940 el conjunto de la Iglesia del Rosario y la residencia jesuita, fue considerado Patrimonio Nacional.
Embu fue elevado a la categoría de municipio en 1959, cuando se separó de Itapecerica da Serra.

### Artistas

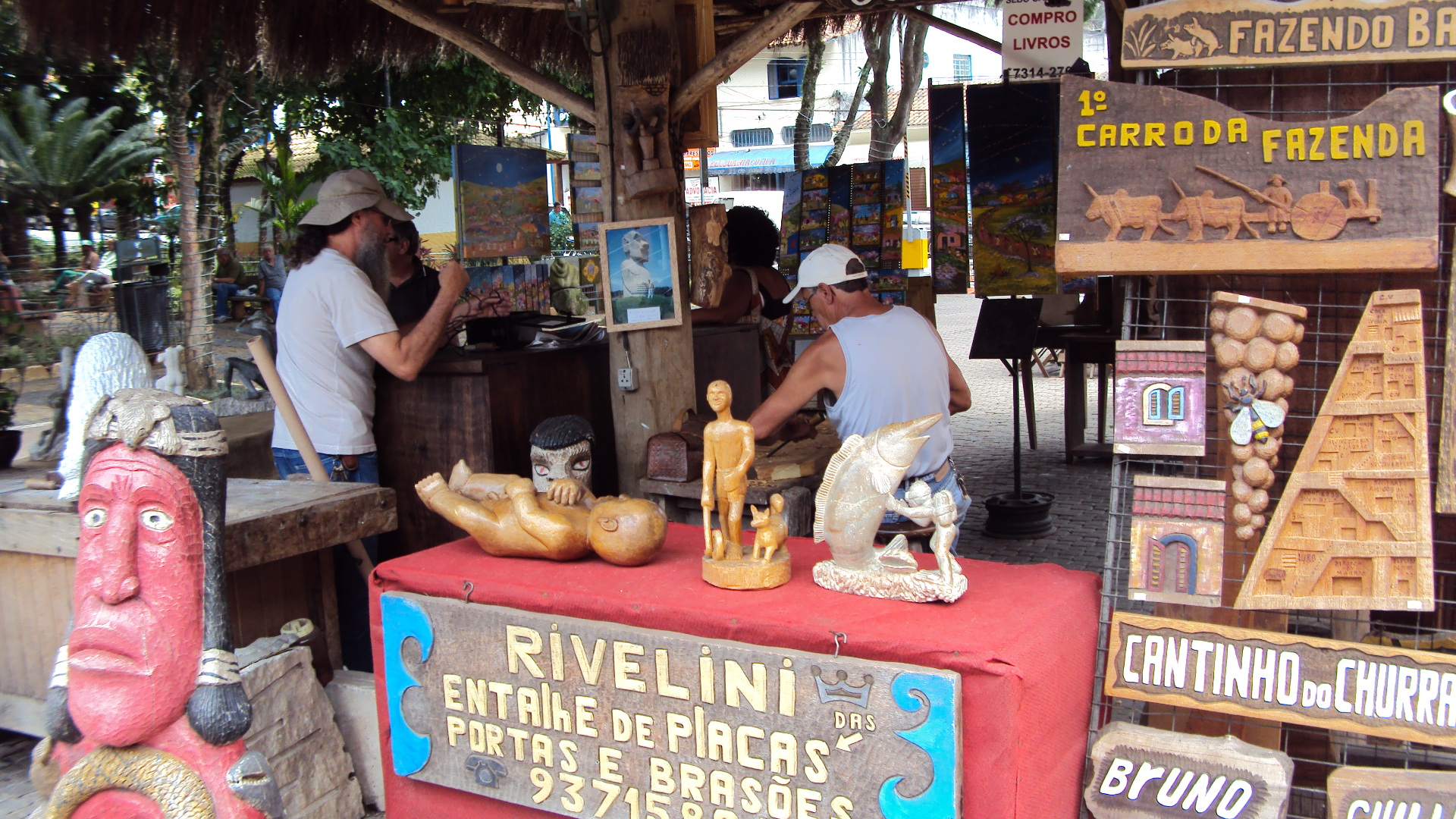
Artesanos de Embu das Artes confeccionando sus produtos en la plaza central.

La vocación artística de la ciudad comenzó a proyectarse en 1937, cuando Cássio M'Boy, santero de Embu, ganó el Primer Gran Premio en la Exposición Internacional de Artes Técnicas em París. Desde antes Cássio había sido profesor de varios artistas y recebía en su casa exponentes del Movimiento Modernista de 1922 y de las artes de São Paulo, incluidos Anita Malfatti, Tarsila do Amaral, Oswald de Andrade, Menotti Del Picchia, Alfredo Volpi y Yoshiya Takaoka.
Luego, Sakai de Embu, discípulo de Cássio, llegó a ser reconocido internacionalmente como un de los grandes ceramistas-escultores brasileros. Sakai formó un grupo de artistas plásticos, al cual perteneció Solano Trindade. Este llegó a Embu en 1962 y llevó consigo la cultura negra, congregando un grupo de artistas ea su alrededor, e introdujo la tradición de los orishás.
La tradición artística de la ciudad se institucionalizó y ganó proyección dentro y fuera de Brasil en 1964, con el Primer Salón de las Artes. Paralelamente, a partir de finales de los años 60, la ciudad fue polo de atracción para los hippies', que exponían sus trabajos artesanales los fines de semana, dando así origen a la Feria de Artes e Artesanías, que se realiza todos los fines de semana desde 1969 y que es actualmente uno de los principales motores de la proyección turística de la ciudad.

### Nuevo nombre
Por solicitud del prefecto y otras autoridades de la ciudad, se realizó un plebiscito el 1 de mayo de 2011, en el cual 66,48% de los ciudadanos del municipio de Embu, optaron por darle el nombre de Embu das Artes. El 6 de septiembre de 2011 fue sancionada la Ley Estadual n.º 14.537/11 que oficialmente pasó a denominar el municipio como Embu das Artes

## Patrimonio histórico y cultural

### Conjunto Nossa Senhora do Rosário
Es formado por la iglesia y por la antigua residencia de los jesuitas, conjugadas en una misma edificación. Se trata- de una de las más importantes construcciones jesuitas en São Paulo, caracterizada por la simplicidad de las líneas rectas.
Comenzó a ser construida hacia 1700 pr el padre Belchior de Pontes. La intención era a de que tuviera capacidad para que los indígenas y los demás vecinos pudieran observar cómodamente los preceptos a los que estaban obligados.

### Capilla de São Lázaro
Su origen está ligado a la imagen de Lázaro de Betania esculpida en madera por el artista Cássio M'Boy en la década de 1920. Esta imagen atrajo gran número de devotos y en 1934 fue construida una capilla para abrigarla. En 1969, la capilla fue restaurada, aproximándola a las líneas de la arquitectura jesuita de la Iglesia del Rosario.

### Museo de Arte Sacro
Su arquitectura presenta características del estilo barroco paulista y es rico em imágenes de ángeles, santos e personajes bíblicos, casi todos tallados en madera, modelados en [arcilla o en moldes de piedra, producidos entre los siglos XVII y XIX.
La principal obra del museo es el "Señor Muerto", esculpido en un pedazo de madera; otras son las imágenes de Nuestra Señora de los Dolores y de Santa Ceia, em piedra, de autoría de Padre Macaré. Las demás obras fueron esculpidas por los jesuitas y los [indígenas.

### Centro Histórico
En el Centro Histórico se encuentra gran cantidad de galerías de arte, muebles rústicos y tiendas de artesanías. Además se puede disfrutar de una gran variedad de comida típica brasilera y culinaria internacional.

### Centro Cultural Mestre Assis do Embu
El Centro Cultural Mestre Assis do Embu ofrece gratuitamente, acceso al arte, la cultura y el conocimiento. Ocupa el histórico predio de la prefectura. Tiene tres salas para exposiciones abiertas al público y el auditorio Cássio M’Boy, con capacidad para 150 personas, destinado a conferencias, recitales, espectáculos musicales y teatro.
Instalada en frente al Centro, está la carpa “Embu das Artes ao Vivo”, donde los artistas del municipio montaron una extensión de sus talleres, posibilitando al público acompañar, en tiempo real, todo el proceso creativo de pintores, escultores, ceramistas y forjadores locales.

### Museu do Índio
Museo diseñado por el artista plástico, investigador de la cultura indígena y escritor, Walde-Mar de Andrade e Silva. Allí se debaten e investigan temas relacionados con los pueblos indígenas, grupos étnicos, costumbres, hábitos alimenticios, arte (plástica, musical, danza, oratoria e ornamentación), idiomas, creencias, rituales, vida comunitaria y relaciones con la naturaleza y el medio ambiente.